# バリー・スミス
バリー・スミス（Barry Smith, 1952年6月4日 - ）は、存在論と健康情報学の研究者である。

## 略歴
1970年から1973年まで、スミスはオックスフォード大学で数学と哲学を学び、1976年にマンチェスター大学で博士号を取得した。博士論文のテーマはフッサールとフレーゲにおける指示（reference）の存在論。
1976年から1994年にかけて、シェフィールド大学、マンチェスター大学、リヒテンシュタイン国際哲学アカデミーなどで教鞭をとった。1994年にニューヨーク州立大学バッファロー校に着任し、哲学でジュリアン・パーク特別教授、および健康情報学、計算機科学、神経科学で非常勤教授を務めている。また、ニューヨーク州立健康情報学・生命科学中核的研究拠点（New York State Center of Excellence in Bioinformatics and Life Sciences）の研究員も務める。2002年から2006年まで、スミスはドイツのライプツィヒにあるフォーマルオントロジー・医療情報科学研究所（IFOMIS）の創立者・ディレクターを務めた。同研究所は2004年にザールブリュッケンに移転した。

## 受賞歴
2002年、スミスはアレクサンダー・フォン・フンボルト財団からウォルフガング・パウル賞を受賞した。2010年、トリノ大学から第一回パオロ・ボッツィ存在論賞を授与された。2014年、アメリカ医療情報学カレッジ（AMCI）のフェローに選出された。

## 研究活動
スミスは500を超える学術論文を書いており、その中には15冊の編著書が含まれる 。また、1992年から2016年の間、学術誌『The Monist: An International Quarterly Journal of General Philosophical Inquiry』の編集委員を務めた。
スミスの主要な研究領域は存在論 (オントロジー) とその応用で、特に健康情報学への応用に取り組んでいる。次に挙げるように、健康情報に関する専門用語と電子的健康情報記録に関する様々なプロジェクトに携わってきた。Basic Formal Ontology（BFO）プロジェクトのリーダー、OBOファウンドリーのコーディネーティング・エディター、遺伝子オントロジーコンソーシアムの学術アドヴィザリー・ボードメンバー、生命医科学研究のためのオントロジー (OBI）ワーキンググループのメンバー。加えて、感染性疾患オントロジー、タンパク質オントロジー、情報人工物オントロジーなど、特に生命医科学分野における様々な存在論リソース研究に貢献している。
最近では、軍事領域におけるオントロジーに関連したイニシアティブに取り組んでいる。2008年から2010年まで、アメリカ陸軍ネット・セントリック・データ戦略中核的研究拠点（ANCDS CoE）の支援を受けたプロジェクトでテクニカル・リーダーを務め、ユニバーサル・コア セマンティック・レイヤー（Universal Core Semantic Layer）を構築した。2010年から、アメリカ陸軍インテリジェンス・情報戦争総局（I2WD）が支援する一連のイニシアティヴに取り組み、クラウドを用いたインテリジェンス・データの意味論的向上フレームワークの構築を行った。2014年から、アメリカ空軍研究所の計画、ミッション保証、ライフサイクル管理についてのイニシアティヴの協力者を務めている。またそれに関連して、ジョイント・ドクトリンオントロジーを構築するプロジェクトにも携わっている。スミスはペルーのリマにある自由・民主主義研究所ディレクターのエルナンド・デ・ソトと協同し、土地所有権と社会発展のオントロジーの研究を行った。さらに、国際連合環境計画と協働し、環境データの統合におけるオントロジーの役割について研究した。
スミスは次に挙げる機関などから、計1,200ドル以上の資金援助を受けている。アメリカ国立衛生研究所、スイスとオーストリアの国立科学研究基金、フンボルト基金、フォルクスワーゲン基金、欧州連合、アメリカ防衛省。
2005年、スミスは国立オントロジー研究センター（NCOR）を設立し、同センターの後援により2006年にはインテリジェンス・コミュニティーのためのオントロジーを創始し、現在はSTIDS会議を年に一度開催している。また、スミスは国際生命情報オントロジー会議の創始者でもある。
1992年、スミスは『The Times』紙に宛てた公開意見書を共同執筆し、ケンブリッジ大学がジャック・デリダに名誉学位を与えたことを非難し、デリダが学位を受ける資格はないと論じた。

## 著作
単著・編著書
- Structure and Gestalt: Philosophy and Literature in Austria-Hungary and Her Successor States (ed.), 1981.
- Parts and Moments. Studies in Logic and Formal Ontology (ed.), Munich/Vienna: Philosophia, 1982.
- Foundations of Gestalt Theory (ed.), Munich/Vienna: Philosophia, 1988.
- Adolf Reinach, Sämtliche Werke. Kritische Ausgabe mit Kommentar, Band I: Die Werke, Teil I: Kritische Neuausgabe (1905–1914), Teil II: Nachgelassene Texte (1906–1917); Band II: Kommentar und Textkritik (ed. with Karl Schuhmann), Munich/Vienna: Philosophia 1989.
- Handbook of Metaphysics and Ontology, 2 vols. (ed. with Hans Burkhardt), Munich/Vienna: Philosophia, 1991.
- Austrian Philosophy: The Legacy of Franz Brentano, Chicago-LaSalle, Open Court, 1994.
- The Cambridge Companion to Husserl (ed., with David W. Smith), Cambridge/New York: Cambridge University Press, 1995.
- Rationality and Irrationality (ed., with Berit Brogaard), Vienna: öbv&hpt, 2001.
- Formal Ontology in Information Systems (ed., with Christopher Welty), New York: ACM Press, 2001.
- John Searle (ed.), Cambridge/New York: Cambridge University Press, 2003.
- Applied Ontology: An Introduction (ed. with K. Munn), 2008.
- The Mystery of Capital and the Construction of Social Reality (ed. with David Mark and Isaac Ehrlich), Chicago: Open Court, 2008.
- Biomedizinische Ontologie. Wissen strukturieren für den Informatik-Einsatz (ed. with Ludger Jansen), Zurich: vdf, 2008.
- Building Ontologies with Basic Formal Ontology, with Robert Arp and Andrew Spear, Cambridge, MA: MIT Press, 2015.

論文
- Grenon, P.; Smith, B. (2009). “Foundations of an ontology of philosophy”. Synthese 182 (2):  185. doi:10.1007/s11229-009-9658-x.
- Barry Smith, “Austrian Economics and Austrian Philosophy”, in W. Grassl and B. Smith (eds.), Austrian Economics: Historical and Philosophical Background, London: Routledge, 2010, 1–36.
- Werner Ceusters and Barry Smith, "Strategies for referent tracking in electronic health records", Journal of Biomedical Informatics, 39 (3), 362-378
- Pierre Grenon and Barry Smith, “SNAP and SPAN: Towards Dynamic Spatial Ontology”, Spatial Cognition and Computation, 4 (1), 2004, 69–103.
- Barry Smith, "Beyond Concepts, or: Ontology as Reality Representation”, Achille Varzi and Laure Vieu (eds.), Formal Ontology and Information Systems. Proceedings of the Third International Conference (FOIS 2004), Amsterdam: IOS Press, 2004, 73–84.
- Barry Smith, “Ontology”, in Luciano Floridi (ed.), Blackwell Guide to the Philosophy of Computing and Information, Oxford: Blackwell, 2003, 155–166.
- Barry Smith and David M. Mark, “Do Mountains Exist? Towards an Ontology of Landforms”, Environment and Planning B (Planning and Design), 30 (3), 2003, 411–427.
- Barry Smith, “Fiat Objects”, Topoi, 20: 2 (September 2001), 131–148.
- Smith, B.; Mark, D. M. (2001). “Geographical categories: An ontological investigation”. International Journal of Geographical Information Science 15 (7):  591. doi:10.1080/13658810110061199.
- Barry Smith and Achille Varzi, “Fiat and Bona Fide Boundaries”, Philosophy and Phenomenological Research, 60 (2), 2000, 401–420.
- Barry Smith, "The connectionist mind: A study of Hayekian psychology", in S. Frowen (ed.), Hayek: Economist and social philosopher: A critical retrospect, 9-29.
- Barry Smith and Achille Varzi, “The Niche”, Nous, 33 (2), 1999, 198–222.
- Smith, B. (1996). “Mereotopology: A theory of parts and boundaries”. Data & Knowledge Engineering 20 (3):  287–201. doi:10.1016/S0169-023X(96)00015-8.
- Barry Smith, “On Drawing Lines on a Map”, in Andrew U. Frank and Werner Kuhn (eds.), Spatial Information Theory. A Theoretical Basis for GIS (LNCS 988), Berlin/Heidelberg/New York, etc.: Springer, 1995, 475–484.
- Kevin Mulligan, Peter M. Simons and Barry Smith, “Truth-Makers”, Philosophy and Phenomenological Research, 44 (1984), 287–321.